# 任天堂情報開発本部
任天堂情報開発本部（にんてんどうじょうほうかいはつほんぶ、英: Nintendo Entertainment Analysis & Development、EAD）は、かつて任天堂に存在したゲームソフト開発部門の1つである。

## 概要
宮本茂が本部長を務め、『スーパーマリオシリーズ』・『ゼルダの伝説シリーズ』・『どうぶつの森シリーズ』などの任天堂における主要タイトルが、ここで開発されていた。もともとは宮本や手塚卓志らが所属していたデザイナー集団「クリエイティブ課」を前身としている。スーパーマリオシリーズは現在では世界規模の売り上げになっている。
情報開発本部は大きく分けて制作部、東京制作部、情報開発管理部、技術制作部から構成されており、ゲームソフトは制作部の5つのグループと東京制作部の2つのグループによって作られていた。
フジテレビの『夢工場ドキドキパニック』（任天堂名義）やキャラクターソフトの『サンリオカーニバル2』（株式会社マリオ名義）といったソフトの外注開発を担当していた。『コロコロカービィ』は、当事業部が担当した唯一の『星のカービィシリーズ』（ハル研究所がキャラクターの著作者人格権を保有しているため）に属する作品であった。
2015年9月16日、もう1つのゲームソフト開発部門である企画開発本部と統合されて、新たに企画制作本部が設立された。

## 歴史

### 背景
1970年代、任天堂が主に玩具メーカーであった時代に、同社はインタラクティブエンターテインメントおよびビデオゲーム産業への進出を決定した。複数のデザイナーがクリエイティブ部門に採用され、この部門は当時任天堂唯一のゲーム開発部門であった。新たに加わったデザイナーには、後にさまざまなゲーム&ウオッチを手がける加納誠や、数々の任天堂のシリーズを生み出す宮本茂が含まれていた。1972年、この部門はR&Dの部門に改称され、従業員は約20名であった。その後、この部門は一つの事業部門に統合され、任天堂開発第一部（R&D1）、開発第二部（R&D2）、開発第三部（R&D3）の3グループに分割された。

### 研究開発第四部の設立（1980年-1989年）

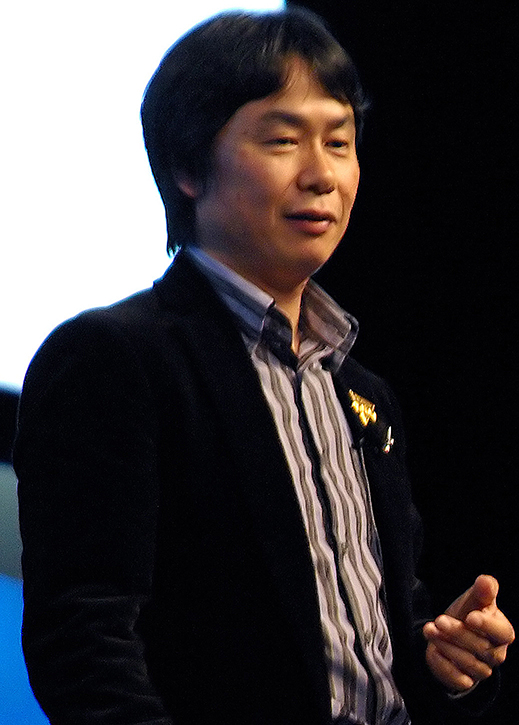
宮本茂の『ドンキーコング』アーケードゲームの成功は、任天堂開発第四部（R&D4）の設立の決定的要因となった。

1983年前後、今西紘史は、家庭用ゲーム機向けソフト開発を専門とする新たな開発部門として、任天堂開発第四部（通称・R&D4）を設立した。これは、当時すでに存在していた任天堂製造部の他の三部門を補完するものであった。今西は、東映アニメーションの元アニメ監督であった池田宏を新設部門の総責任者に任命し、宮本茂をチーフプロデューサーに据えた。宮本は後に世界的に著名なゲーム開発者となる。任天堂はまた、手塚卓志や三木研二といった重要なグラフィックデザイナー数名もこの部門に加えた。アーケード市場が縮小し、任天堂開発第一部が従来担っていた役割が薄まる中、同部門はゲームボーイの世界的成功を背景に、新たに台頭した携帯型ゲーム機市場に開発資源を集中させた。これにより、開発第四部の部門は任天堂の家庭用ゲーム機向けソフトの主力開発部門となり、ファミリーコンピュータ（北米、ヨーロッパ、オーストラリアではNintendo Entertainment System）の多岐にわたるゲーム開発を担うこととなった。
池田宏率いる創造的なチームには多くのゲームデザインアイデアがあったが、それを実現するためのプログラミング力が不足していた。中郷俊彦とその小規模企業のSystems Research & Development（SRD）は、コンピュータ支援設計（CAD）ツールに強みがあり、ファミコンチップセットにも精通していたため、上村雅之の任天堂開発第二部と共にソフトウェア開発キットの内製開発に元々雇われていた。その後、任天堂開発第二部とSRDは共同で開発第一部のアーケードゲームをファミコン向けに移植し始めた際、宮本茂はこの機会を利用して中郷を開発第二部から誘い出し、宮本の初の開発第四部のタイトル『エキサイトバイク』開発を支援させた。こうして初期の開発第四部の部門は、デザイン担当の宮本茂、手塚卓志、三木研二、サウンド担当の近藤浩治、中塚明人、田中宏和、そして技術・プログラミングの中郷俊彦とSRDで構成された。
この宮本が率いたチームは、次に1985年のNESの移植作であるスクロール型の格闘ゲーム『スパルタンX』（1984年のアーケード作品）の『Kung Fu』も開発した。宮本のチームは両作業で得たサイドスクロール技術を生かし、『ドンキーコング』で創出したプラットフォーマー、すなわち「アスレチックゲーム」ジャンルをさらに進化させ、宮本が構想する大規模なサイドスクロール型プラットフォーマー実現への重要な一歩とした。
開発第四部の部門が開発した初期のタイトルのひとつに、1983年の『マリオブラザーズ』がある。これは宮本がデザインおよびディレクターを務めた作品だったが、当時経験の浅かったチームではプログラムを完結できず、横井軍平や開発第一部の部門の協力を仰いだ。最初に完全自社開発された作品は『スーパーマリオブラザーズ』（マリオブラザーズの続編）である。このタイトルはプラットフォーマージャンルの基準を打ち立て、批評的にも商業的にも大成功を収めた。1986年には『ゼルダの伝説』を開発し、ここでも宮本がディレクターを務めた。スーパーマリオブラザーズやゼルダの伝説の驚異的な売れ行きにより、部門は拡大し、紺野秀樹、江口勝也、田邊賢輔、清水隆雄といった若手ゲームデザイナーが加わり、後に彼ら自身もプロデューサーとなった。

### 情報開発本部への改称（1989年-2003年）
1989年、日本でスーパーファミコンが発売される前年に、開発第四部の部門は分離され、独立した部署「任天堂情報開発本部」となった。この部門は「ソフト開発部門」と「技術開発部門」の二つで構成されていた。ソフト開発部門は主にゲーム開発を担当し、宮本茂が率いた。技術開発部門は主にプログラミングとツール開発を担当し、澤野孝夫が率いた。技術部門は、SRDを支援していた開発第二部の技術者数名によって構成されていた。その後、この部門はArgonaut Softwareと協力して、スーパーファミコン用のスーパーFXチップチップ技術を開発し、1993年の『スターフォックス』で初めて使用された。この取り組みにより、技術開発部門は3D時代に存在感を高め、SRDとともに情報開発本部の複数の3Dゲームのプログラムを担当するようになった。
1990年に発売されたF-ZEROは、同部門で初めて完全にプログラムされたビデオゲームである。それ以前は、ほとんどのプログラミング作業はSRD株式会社に外注されていた。
1997年、宮本は各情報開発本部のタイトルの開発には20人から30人程度の社員が専属で携わっていたと説明した。この頃、同部門内にSRDプログラミング会社（旧任天堂開発第二部のソフトウェア部門）が存在し、ソフトウェアプログラムに卓越した約200名の社員で構成されていたことも明らかにされた。
ゲームキューブとゲームボーイアドバンスの同時発売を控え、任天堂は経営組織の構造改革を進めた。2000年6月、取締役会にソフトウェアとハードウェアの両専門家を加えることを目的に、情報開発本部および統合開発本部の本部長である宮本茂と竹田玄洋が取締役に就任した。また、ハル研究所元社長で後の任天堂の社長となる岩田聡も取締役に加わった。宮本が取締役に昇格したことで、彼は任天堂のすべてのソフトウェア開発の統括責任者となった。宮本の抜けたプロデューサー職には、長年の同僚である手塚卓志が副本部長として昇格し、青沼英二、紺野秀樹、清水隆雄、杉山直、江口勝也ら複数のシニアディレクターが各自の開発チームを統括するプロデューサーとして昇進した。それでも宮本は一部のゲーム開発に引き続き関与し続けた。
2002年、任天堂は東京に情報開発本部のスタジオを開設し、清水隆雄がブランチマネージャーに任命された。このスタジオは、京都に通うことのできない、もしくは通いたくない東京の新しい人材を採用することを目的として設立された。彼らの最初のプロジェクトはゲームキューブ用『ドンキーコンガ』向けに開発されたDKボンゴを活用した『ドンキーコングジャングルビート』であった。

### 再編、新たなマネージャー、そして企画開発本部との合併（2004年-2015年）
2004年、任天堂開発第一部および開発第二部の複数のメンバーが任天堂情報開発本部に再配置されるなど、任天堂が企業再編を実施した結果、この部門は統合され、部門となり、新たなマネージャーやプロデューサーを迎え入れるようになった。紺野秀樹、江口勝也、青沼英二、木村浩之、杉山直はソフト開発部内の各グループのプロジェクトマネージャーに任命された。清水は東京制作部のプロジェクトマネージャーに任命され、小田恵三と西田泰成は技術開発部内の各グループのプロジェクトマネージャーに任命された。
2013年、江口勝也は京都および東京の両ソフト開発部の部長に昇格した。そのため、「ソフト開発グループ2」のグループマネージャー職を退き、野上恒が後任となった。2014年6月18日、EAD京都支部は任天堂本社から「任天堂開発センター」へと移転した。この建物には、情報開発本部、任天堂企画開発本部（SPD）、任天堂統合開発本部（IRD）、任天堂システム開発部（SDD）を含む任天堂の社内研究開発部門全てから1100人以上の開発者が入居した。2015年9月16日、情報開発本部は任天堂企画開発本部と合併し、任天堂企画制作本部（EPD）を設立した。この動きは、2015年7月に社長の岩田聡の死去後、任天堂の役員および部門の内部再編に続くものであった。

## 制作部組織構成

### 包括的な開発グループ
宮本茂らを筆頭としたグループを横断した開発が行われることもある。そうでないグループごとの開発であっても宮本らの関与はある。
- 宮本茂（本部長）
- 手塚卓志（統括）
- 江口勝也（制作部部長→副本部長）[18]
- 澤野貴夫（技術制作部部長）

### 制作部第1グループ
主な担当作品 : マリオカートシリーズ、nintendogsシリーズ
- 紺野秀樹（第1グループマネージャー）

### 制作部第2グループ
主な担当作品 : どうぶつの森シリーズ、Touch! Generationsの「Wii○○」シリーズ
- 野上恒（第2グループマネージャー）
- 和田誠

### 制作部第3グループ
主な担当作品 : ゼルダの伝説シリーズ
- 青沼英二（第3グループマネージャー）
- 藤林秀麿

### 制作部第4グループ
主な担当作品：ピクミンシリーズ、New スーパーマリオブラザーズシリーズ、古いタイトルのリメイクや移植など
- 木村浩之（第4グループマネージャー）
- 日野重文
- 足助重之

### 制作部第5グループ
主な担当作品：Wii Fitシリーズなど
- 杉山直（第5グループマネージャー）
- 今村孝矢

### 東京制作部第1グループ
主な担当作品：ゼルダの伝説シリーズのリメイクなど
- 清水隆雄（第1グループマネージャー）

### 東京制作部第2グループ
主な担当作品：3Dマリオシリーズなど
- 小泉歓晃（第2グループマネージャー）
- 林田宏一

### 制作部サウンドグループ
- 近藤浩治（サウンド制作グループマネージャー、技術部技術課課長）
- 戸高一生（技術部技術課所属）
- 永田権太
- 若井淑
- 峰岸透（サウンド統括グループ所属）
- 早崎あすか
- 永松亮
- 藤井志帆
- 朝日温子
- 横田真人（東京制作部所属）

## その他の関連人物

### 現在の所属者
- 山村康久（制作部所属）
- 山田洋一（制作部所属）
- 有本正直（制作部所属）
- 宮永真（制作部所属）
- 尾山佳之（制作部所属）
- 渡邊貴宏（制作部制作課サウンドクリエイター）

### 出身者
- 池田宏（元情報開発部長、前東映アニメーション所属）
- 小田部羊一（元制作部、前東映アニメーション所属）
- 阿部将道（元制作部所属、現在はNintendo Software Technologyに勤務）
- 高橋伸也（元制作部所属、現取締役企画開発本部本部長）
- 寺崎啓祐（元制作部所属、現企画開発本部第3プロダクショングループサブマネージャー）
- 河越巧（元制作部所属、現企画開発本部環境制作部所属）
- 永田しのぶ（元制作部サウンドグループ、現企画開発本部企画開発部所属）
- 中植茂久（元東京制作部、現企画開発本部企画開発部所属）[19]